# سوفي دي بوير
سوفي دي بوير (بالألمانية: Sophie de Vries-de Boer) (و. 1882 – 1944 م) هي ممثلة، من مملكة هولندا، ولدت في روتردام، توفيت عن عمر يناهز 62 عاماً.

## وصلات خارجية
- سوفي دي بوير على موقع IMDb (الإنجليزية)